# 色達斯之戰
色達斯之戰（英語：Battle of the Cedars），是美國獨立戰爭時期英國與大陸軍於蒙特利爾西郊的戰事。
1776年5月6日，英國軍隊解除大陸軍對魁北克市的圍城戰，惟大陸軍仍然握有蒙特利爾。5月18日，數十名駐守英屬魁北克省西境的英國正規軍獲得易洛魁人的二百多名戰士支援，進攻大陸軍位於色達斯的堡壘，以奪取蒙特利爾市的交通要道。
起初，英國軍隊人數雖然比較少，卻成功迫使人數比較多的色達斯駐軍投降，接著又在十五橡（法語：Quinze-Chênes）嚇使大陸軍的援兵投降。不過，當班奈狄克·阿諾德由魁北克市出擊之際，英國的易洛魁援軍卻陸續離去。此消彼長之下，英國軍隊與阿諾德同意停火，並且達成交換戰俘協議。但是英軍釋放俘虜後，第二次大陸會議指稱英軍曾虐待戰俘，最終沒有釋放在囚英國軍人。

## 背景及雙方部署
1775年9月，大陸軍開始遠征加拿大，並且在12月開始包圍魁北克市。由於英屬魁北克省的重要城市及要塞，俱集中在魁北克省東部地區，特別是聖勞倫斯河兩岸。故此，英國在魁北克省西面的駐軍一直薄弱，而大陸軍也沒有派兵西征。但對於蒙特利爾的商人來說，魁北克省西部卻是生死存亡之關鍵。這些商人一直依賴與西部的美洲原住民經商，其中以毛皮貿易最為蓬勃。
1775年11月13日，大陸軍佔領蒙特利爾，並由大衛·烏斯特管理城市。烏斯特施行嚴格統制，以阻止居民協助英軍，卻激起公憤。其中最具爭議的一項措施，為禁止商人到西部貿易，以免親英商人勾結原住民。這使愈來愈多魁北克居民感到大陸軍是來剝削自由，而非抵抗英國暴政。
1776年初，大陸軍在魁北克市落敗，烏斯特領兵到前線增援，而蒙特利爾先後改由摩西·哈森及班奈狄克·阿諾德管理。這時部分蒙特利爾的商人向第二次大陸會議聯署，要求議會准許恢復西部貿易。當時大陸議會對魁北克省居民沒有一呼百應，甚為不解，決定派員調查。2月15日議會派富蘭克林、查爾斯·卡羅爾及塞繆爾·蔡斯三名專員北上巡視。不過富蘭克林當時已經年老，在5月初便因病返回馬利蘭州。而三名專員也無法贏取加拿大人信任，特別是他們未能代表議會清還對加拿大人的債務。不過，富蘭克林卻扭轉了烏斯特的統制政策，在4月開始簽發准許証，容許蒙特利爾商人到西部貿易。
諷刺的是，親英商人即與西部的原住民聯絡，要求援兵；而戍守西部的英軍也加入聯繫。這支小部隊隸屬於第8皇家步兵軍團，由佐治·福斯特（George Forster）上尉指揮。福斯特指派一名逃出蒙特利爾的商人與易洛魁聯盟及其他部族談判，最終說服一百數十人加入。
至於大陸軍方面，哈森在3月已得悉英軍將從西面進攻的傳聞，派出提摩太·貝德爾上校的400名康涅狄格州民兵，前往色達斯防守。色達斯位於蒙特利爾島的西南面，與其有一河之隔，是蒙特利爾市的河道運輸的重要據點。貝德爾先派艾薩克·畢他菲特（Issac Butterfield）中尉的部隊，在4月26日到色達斯建造木製堡壘，而自己的軍隊則在5月6日抵達。
5月12日，福斯特得悉英國援軍已抵達魁北克市，並估計魁北克省總督蓋伊·卡爾頓即將反攻蒙特利爾。為配合反攻，福斯特即時出發，前往攻佔色達斯。這支部隊由40名正規軍、11名志願民兵及近160名易洛魁戰士組成，在14日又獲得額外44名易洛魁戰士增援。

## 戰鬥

色達斯之戰的軍隊行動圖。紅色為福斯特帶領英軍，由奧斯威加茨堡向蒙特利爾推進；藍色則為大陸軍的防守及增援部隊。

戰鬥爆發前夕，大陸軍的部署出現變動。色達斯守將貝德爾突然離開堡壘，將指揮權交給畢他菲特。貝德爾聲稱是與本地的印第安人聯絡，並在途中得悉英軍正前往攻打色達斯。故此貝德爾趕往蒙特利爾要求援軍。約翰·柏德遜上校即時從自己的部隊撥出140人，由亨利·謝爾本（Henry Sherburne）少校率領增援。至於身在前線索雷爾的阿諾德，則即時趕回蒙特利爾，組織另一支援軍。
5月18日，福斯特在色達斯堡壘外登陸，並要求畢他菲特投降，但起初遭到拒絕。雙方在射程以外互相駁火。雖然福斯特沒有攻城火炮，但畢他菲特卻不知道謝爾本的援軍即將抵達。而福斯特也特意派出小隊士兵，去監視並拖延謝爾本的援軍。到5月19日，畢他菲特終於同意投降，條件是英軍必須保證俘虜不會被印第安人所殺。結果英軍在毫無損傷之下，俘虜了比總兵力更多的大陸民兵。
另一方面，謝爾本的援軍在5月18日已即將抵達色達斯，卻接獲錯誤情報，誤以為一支為數500人的英軍正迎面而來，即時乘船撤回蒙特利爾島，其行蹤已為英軍得悉。5月20日，謝爾本恢復行軍，並將正從天花康復的老弱軍兵調走。當這支為數100人的部隊行經十五橡（法語：Quinze-Chênes）之時，遭到英軍招募的80名易洛魁戰士及加拿大民兵攻擊，雙方各有輕微死傷。雖然英軍人數較大陸軍為少，但謝爾本卻誤以為自己寡不敵眾，結果帶同全軍投降。由於一名易洛魁酋長在交火中被殺，憤怒的易洛魁人打算掠去俘虜財產，並殺死數人償命，結果福斯特要為大陸軍俘虜向易洛魁人支付贖金，才得以安撫易洛魁人。
福斯特在十五橡召集更多民兵後，留下少量俘虜，在5月23日前往塞內維爾堡；而阿諾德的600名援兵則往蒙特利爾南郊的拉欣駐守。24日福斯特計劃前往拉欣，但得悉阿諾德已在該處佈陣，而且人數可能有1,500至2,000人，急忙向後撤退。
此時，英軍的易洛魁士兵開始離隊，令整體戰力大幅下降，雙方形勢開始逆轉。阿諾德知道英軍撤退，即時帶軍追擊。5月26日阿諾德攻佔並焚毀了塞內維爾堡，而福斯特則經渥太華河撤回十五橡。阿諾德派印第安人向福斯特勸告，要求其釋放所有戰俘，並指戰俘生命若受威脅，將會摧毀附近的印第安村落報復；但福斯特卻反過來要求阿諾德停止攻擊，否則將容許易洛魁人處決戰俘。阿諾德又嘗試用小艇繞到福斯特側翼發動突襲，卻遭到英軍火炮射擊而要撤退。
5月26日晚，阿諾德召開軍事會議，討論對策。阿諾德力主於5月27日清晨發動突襲，卻遭到哈森反對而爭持不下。最終軍官經過投票，決定接納福斯特的協議，否決阿諾德的提案。福斯特與被俘的畢他菲特及謝爾本再作商討後，終於簽署了交換戰俘協定，由英軍率先釋放戰俘。這些戰俘在30日返回大陸軍一方。福斯特接著撤回奧斯威加茨，而阿諾德則返回蒙特利爾防守。

## 後續影響
色達斯之戰後，大陸議會不但沒有認可囚犯交換協議，更不顧華盛頓的抗議，反過來指責英軍虐待戰俘。議會可能是從卡羅爾口中聽到不實傳聞，而阿諾德又將易洛魁人殺死了兩名戰俘的無據指控轉達議會，致使議會拒絕履行承諾。此外，交換戰俘協定也沒有按軍事規程，送交魁北克省總督卡爾頓，而是交到次一級的約翰·伯戈因手上。
戰後阿諾德將戰敗歸咎於貝德爾及畢他菲特。兩人在1776年8月於提康德羅加堡受軍法審判，雙雙革除軍職。貝德爾後來繼續志願服役，並在薩拉托加戰役後重獲議會任免軍職。至於英軍方面，由於卡爾頓沒有加快向西反攻，故此福斯特的攻勢並未帶來任何戰略影響。